# Yaa Gyasi
Yaa Gyasi, née en 1989, est une romancière américaine d’origine ghanéenne.
Son premier roman, Homegoing, est consacré à une lignée familiale, sur sept générations, restée au Ghana pour une branche et ayant été réduite en esclavage aux États-Unis pour une autre branche. Elle a été distinguée pour cette œuvre par la National Book Foundation (en) en septembre 2016.

## Biographie
Yaa Gyasi est née en 1989 à Mampong, une petite ville au nord de Cape Coast. Elle quitte le Ghana pour les États-Unis à 2 ans quand son père se lance dans un doctorat en langue française à l'université d'État de l'Ohio puis devient professeur de littérature. Sa mère est infirmière,. Sa famille  déménage ensuite dans l'Illinois et le Tennessee avant de se fixer à Huntsville, dans l'Alabama. Au lycée, elle découvre les classiques de la littérature américaine dont les ouvrages d'une femme noire, Toni Morrison. Elle continue ses études à l'université Stanford. En 2009, elle passe l'été au Ghana, et y découvre le fort de Cape Coast, sur la Côte de l'Or. Lors de la visite, le guide y explique la vie des officiers britanniques dans ce château, parfois mariés à des femmes noires de la Côte-de-l'Or, et la vie des esclaves, attendant leur transbordement dans les navires négriers pour traverser l’océan. Ce voyage est le point de départ de l'écriture de son premier roman.  Quatre ans plus tard, elle est diplômée d’un Bachelor of Arts en anglais de l’université Stanford et d’un Master of Fine Arts obtenu au Iowa Writers' Workshop. Elle dispose également d'une première version du roman. Elle décroche un emploi dans une start-up, en Californie. Au bout de quelques mois, elle quitte ce travail qui ne lui laisse pas de temps pour écrire, et a la possibilité d'intégrer pour deux ans le Iowa Writers' Workshop, l’atelier d'écriture bien connu de l’université de l’Iowa, lui permettant de finaliser ce premier ouvrage.
Ce roman, Homegoing, conte l’histoire de deux demi-sœurs, Effia et Esi, au XVIIIe siècle sur la Côte-de-l'Or. L’une, Effia, a épousé un officier britannique et vit avec lui dans les étages supérieurs du fort de Cape Coast. L'autre, Esi, est parmi les esclaves. L’œuvre balaye ensuite 250 ans d'histoire, à travers sept générations, et suit les descendants des deux sœurs au Ghana, et en Amérique. Il met en exergue l'héritage de l'esclavagisme en Amérique et en Afrique, mais aussi la perte des mémoires des origines,.
Gyasi vit maintenant à Berkeley, en Californie. À 26 ans, grâce à son premier roman, elle obtient « une avance sur droits d’auteur à sept chiffres ». Sorti en juin 2016, Homegoing est salué par la critique américaine. La National Book Foundation distingue Yaa Gyasi en septembre 2016 dans sa liste annuelle des cinq jeunes auteurs les plus remarquables. Megan O'Grady, qui consacre un article commun à Emma Cline et Yaa Gyasi dans Vogue en mai 2016, considère que ces deux jeunes femmes « réinventent le roman américain » : « How Two Young Women Reimagined the American Novel ».
Gyasi publie un second roman en 2020 (traduit la même année en français), Transcendent Kingdom (Sublime Royaume). C'est l'histoire d'une jeune chercheuse américaine en neurologie, Gifty, la narratrice, qui est amenée à accueillir chez elle sa mère, originaire du Ghana, restée fidèle aux croyances de son enfance et dépressive.

## Œuvres traduites en français
- No Home (Homegoing en anglais), traduction d’Anne Damour, Paris, Éditions Calmann-Lévy, coll. « Littérature étrangère », 2017, 450 p.  (ISBN 978-2-7021-5963-7)
- Sublime Royaume (Transcendent Kingdom en anglais), traduction d’Anne Damour, Paris, Éditions Calmann-Lévy, coll. « Littérature étrangère », 2020, 374 p.  (ISBN 978-2-7021-6903-2)